# Оздоровчий туризм

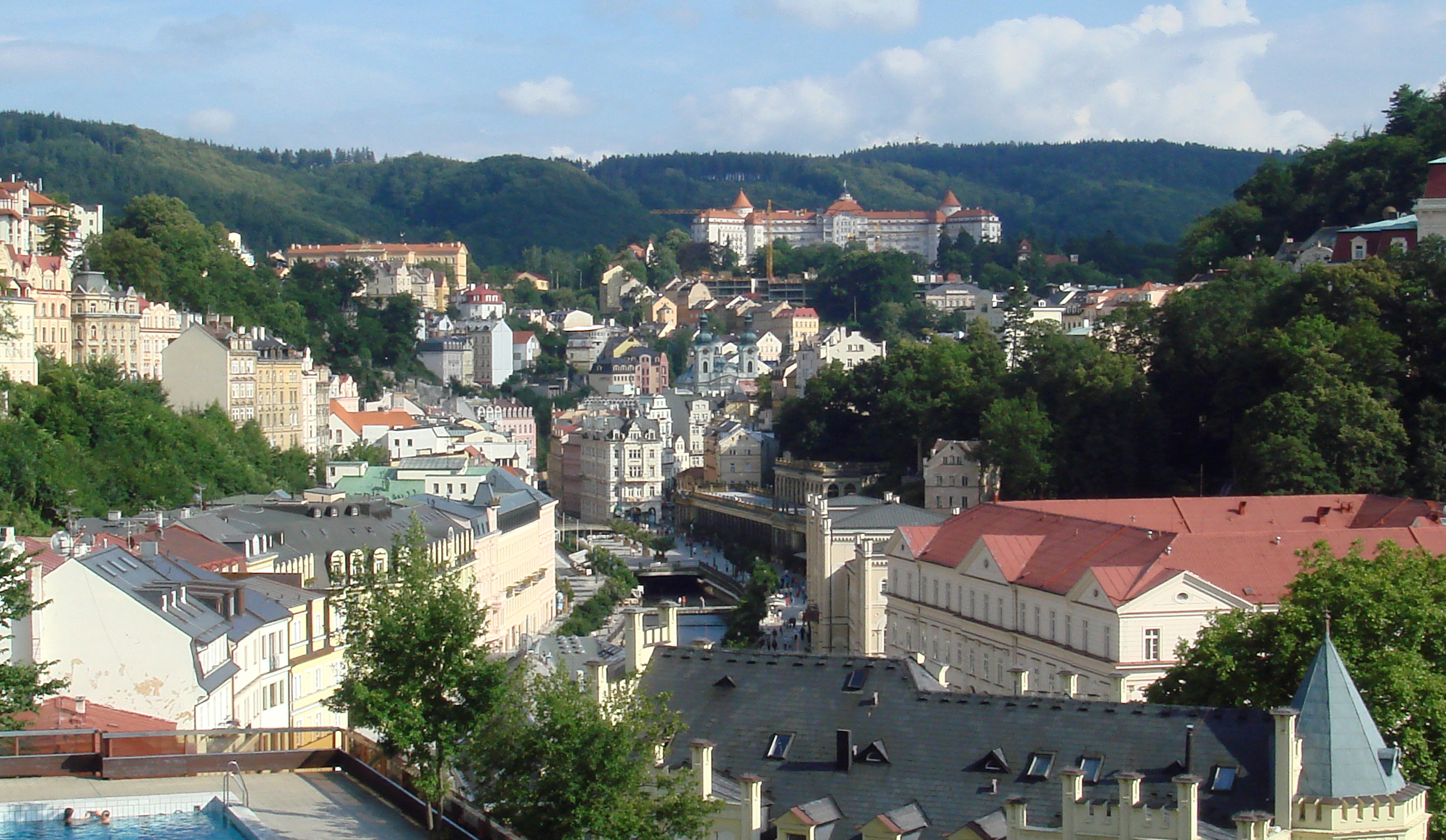
Карлові Вари — центр оздоровчого туризму у Європі

Лікувально-оздоровчий туризм — масовий і популярний напрямок медичного туризму. Один з найдавніших — відомий з античних часів. У XX ст. виникає курортна індустрія. Поширюються нові види курортів та послуг — SPA-курорти (SPA-готелі), wellness-програми (оздоровчі, антистресові, косметологічні), морські курорти, зокрема з центрами таласотерапії.
У Європі країною-лідером за численністю іноземних туристів, що перебувають на курортно-санаторному лікуванні, на початку XXI ст. є Чехія — щороку кількість туристів, які відвідують Чехію з оздоровчою метою сягає 50 000 чоловік з понад 70 країн світу. Одним з найвідоміших у Чехії є курорт Карлові Вари.
Великими курортними країнами у Європі є Німеччина (понад 300 курортів, які приймають понад 1 млн осіб), Австрія, Швейцарія (бальнеологічні курорти), Італія, Іспанія, Португалія і Греція. Останнім часом швидкими темпами розвивається лікувально-оздоровчий туризм у Польщі, Угорщині, Словаччині, Болгарії, Румунії, республіках колишньої Югославії.
Безліч всесвітньо відомих курортів (Віші, Евіан), які спеціалізуються в лікуванні (запобіганні) захворювань опорно-рухового апарату і порушень травної системи, а також центрів таласотерапії (Ля Біль, Сен-Мало) знаходяться у Франції. Дані курорти володіють великою кількістю spa-центрів, які надають послуги масажу, фізіотерапії, грязьових аплікацій і водних процедур. Історично, більшість курортів Франції розташовані на узбережжі Атлантичного океану і Середземномор'я, де пацієнтам приходити в форму і, зокрема, боротися з респіраторними захворюваннями допомагають океанський клімат і морське повітря. Крім того, Франція володіє унікальними центрами реабілітації та оздоровлення (найчастіше для лікування психіатричних захворювань), розташованими в середньовічних замках, де безпосередньо ведеться терапія і проживають пацієнти. Деякі курорти Франції (Кодалі, Бордо) пропонують винотерапію як лікування захворювань шкіри і кровоносної системи, а також як spa-процедуру.
В Америці лідером оздоровчого туризму є США (більшість курортів — бальнеологічні).
У Австралії та Африці оздоровчий туризм є менш розвинутим. Виняток складають відомі зони відпочинку й оздоровлення (наприклад, у Єгипті) але й у Тунісі, Марокко, Кенії і ПАР.
У останнє десятиріччя збільшився потік оздоровчого туризму з Росії до Ізраїлю (курорти Мертвого моря), у Єгипет і Туреччину.
В Росії найбільш відомі курортні комплекси — Великий Сочі і Кавказькі Мінеральні Води.
В Україні курортні зони — Крим і Карпати.